# إيهاب الملاح
إيهاب الملاح (1977 -) هو كاتب وناقد وصحفي مصري.

## حياته
- ولد عام 1977م، بالجيزة
- درس اللغة العربية والأدب العربي في كلية الآداب جامعة القاهرة وتخرج منها عام 2001.[1]

## مسيرته
- نائب رئيس التحرير في مجلة أكتوبر، ومسؤول ومشرف على القسم الثقافي بها.
- كاتب في جريدة «الشروق الجديد» المصرية.[2]
- باحث متخصص في التراث والتاريخ الثقافي.[3] صدر له العديد من المؤلفات من بينها كتاب «سيرة الضمير المصري: معالم في تاريخ الفكر المصري الحديث»،[4] وكتاب «طه حسين: تجديد ذكرى عميد الأدب العربي» الذي حصل به على جائزة معرض القاهرة الدولي للكتاب عام 2022[5][6]

## مؤلفاته
| الكتاب                                                    | التاريخ | المصدر |
| --------------------------------------------------------- | ------- | ------ |
| مشاغبات مع الكتب                                          | 2015    | [ 7 ]  |
| لماذا نقرأ لطائفة من المفكرين                             | 2016    | [ 8 ]  |
| تاريخ دار المعارف: 125 عاما من الثقافة                    | 2016    | [ 9 ]  |
| في محبة ألف ليلة وليلة (إعداد وتقديم وتحرير)              | 2019    | [ 10 ] |
| شغف القراءة                                               | 2019    |        |
| سيرة الضمير المصري: معالم في تاريخ الفكر المصري الحديث    | 2020    | [ 11 ] |
| تناولات قصص الحيوان في التراث العربي:قراءة استكشافية أولى | 2021    | [ 12 ] |
| طه حسين: تجديد ذكرى عميد الأدب العربي                     | 2021    | [ 13 ] |
| سرديات البحر في التراث العربي: قراءة استكشافية            | 2022    | [ 14 ] |

## جوائز
- فاز بجائزة معرض القاهرة الدولي للكتاب الـ 53، في فرع العلوم والدراسات الإنسانية، عن كتابه «طه حسين ـ تجديد ذكرى عميد الأدب العربي» عام 2022.[15]